# Chomutov - zoopark
Chomutov - zoopark este o arie protejată (arie specială de conservare — SAC, sit de importanță comunitară — SCI) din Republica Cehă întinsă pe o suprafață de 44,38 ha, integral pe uscat.

## Localizare
Centrul sitului Chomutov - zoopark este situat la coordonatele 50°28′29″N 13°25′31″E / 50.474722°N 13.425278°E.

## Înființare
Situl Chomutov - zoopark a fost declarat sit de importanță comunitară în aprilie 2005 pentru a proteja 2 specii de animale. Situl a fost protejat și ca arie specială de conservare în iunie 2016.

## Biodiversitate
Situată în ecoregiunea continentală, aria protejată nu include niciun habitat protejat.
La baza desemnării sitului se află mai multe specii protejate de  nevertebrate (2): rădașcă (Lucanus cervus), Osmoderma eremita.